# Муниципальное образование «Алужинское»
Муниципальное образование «Алужинское» — муниципальное образование со статусом сельского поселения в Эхирит-Булагатском районе Иркутской области России. 
Административный центр — деревня Алужина.

## Демография
| 2010  | 2011  | 2012  | 2013  | 2014  | 2015  | 2016  |
| ----- | ----- | ----- | ----- | ----- | ----- | ----- |
| 1016  | ↘1012 | ↘990  | ↘974  | ↗1042 | ↘1034 | ↗1035 |
| 2017  | 2018  | 2019  | 2020  |       |       |       |
| ↗1037 | ↘1018 | ↘1017 | ↘1006 |       |       |       |

По результатам Всероссийской переписи населения 2010 года численность населения муниципального образования составила 1016 человек, в том числе 495 мужчин и 521 женщина.

## Состав сельского поселения
| № | Населённый пункт | Тип населённого пункта          | Население |
| - | ---------------- | ------------------------------- | --------- |
| 1 | Алужина          | деревня, административный центр | ↘511      |
| 2 | Большая Кура     | деревня                         | ↘194      |
| 3 | Харанут          | деревня                         | ↘285      |